# Bouchagroune
Bouchagroune (în arabă بوشقرون) este o comună din provincia Biskra, Algeria.
Populația comunei este de 13.124 de locuitori (2008).